# De Dana Dan
De Dana Dan to bollywoodzka komedia z 2009 znanego reżysera Priyadarshan (Hera Pheri, Hulchul,   Billu Barber). W rolach głównych Akshay Kumar, Sunil Shetty, Paresh Rawal, Katrina Kaif, Sameera Reddy i Neha Dhupia. To historia dwóch zaprzyjaźnionych nieudaczników, którzy chcą szybko zdobyć pieniądze (niekoniecznie w uczciwy sposób).

## Fabuła
Nitin Bankar (Akshay Kumar) i Ram Mishra (Sunil Shetty) to dwóch nieudaczników. Obciążeni rodzinnymi długami pozwalają na siebie wydawać pieniądze dwóm córkom bogatych biznesmenów z diaspory indyjskiej w Singapurze Anjali Kakkad (Katrina Kaif) i Manpreet Oberoi (Sameeera Reddy). Ich ojcowie (Tinnu Anand i Manoj Joshi) szukają jednak (aranżując małżeństwa) dla swych jedynaczek mężczyzn, którzy wzbogacą ich rodziny. Zdesperowani tym przyjaciele decydują się szybko zdobyć pieniądze porywając milionerce psa.

## Obsada
- Akshay Kumar  - Nitin Bankar
- Sunil Shetty - Ram Mishra
- Katrina Kaif - Anjali Kakkad
- Sameera Reddy - Manpreet Oberoi
- Paresh Rawal - Harbans Chaddha
- Manoj Joshi - Brij Mohan Oberoi
- Johnny Lever - Kala Krishna Murari
- Rajpal Yadav - Dagdu
- Tinu Anand - Kakkad
- Aditi Govitrikar - Pammi Chaddha
- Vikram Gokhale - Paramjeet Lamba
- Supriya Karnik - p. Lamba
- Asrani - Mamu
- Neha Dhupia - Anu Chopra
- Shakti Kapoor - Musa Hirapurwala
- Chunky Pandey - Nonni Chaddha
- Sharat Saxena - Inspektor Wilson Pereira

## Piosenki
1. You and I / Rishte Naate (Rahat Fateh Ali Khan, Suzanne Demello).
2. Ooh la la / Hotty Naughty (Kalpana Patwari).
3. Meri Pehli Mohabbat / Gale Lag Ja (Banjyotsna, Javed Ali).
4. Everebody Now / Baamulaiza (Mika Singh, Dominique Cerejo).
5. Paisa Paisa(RDB, Manak-E, Selina).